# Macbeth (film 1909)
Macbeth è un cortometraggio muto del 1909 diretto da Mario Caserini.

## Distribuzione
- Danimarca: 27 novembre 1909
- Finlandia: 6 dicembre 1909
- Francia: novembre 1909
- Germania: novembre 1909
- Italia: novembre 1909
- Paesi Bassi: 11 febbraio 1910
- Regno Unito: 27 novembre 1909
- USA: 11 dicembre 1909